# Орден «За заслуги в области обороны и безопасности»
Орден «За заслуги в области обороны и безопасности» (серб. Орден за заслуге у области одбране и безбедности / Orden za zasluge u oblasti odbrane i bezbednosti) — государственная награда Союзной Республики Югославии и Государственного союза Сербии и Черногории. Заменила существовавший в СФРЮ Орден Военных заслуг.

## Описание
Орден был учреждён 4 декабря 1998 года Законом о наградах СРЮ. Орденом награждались военнослужащие югославской армии за «исключительную преданность в исполнении воинских обязанностей и выполнение задач в области обороны и безопасности Родины».
Эта награда имела три степени: ленты ордена внешне не отличались от лент ордена Военных заслуг (красные ленты с одной, двумя или тремя белыми полосами в зависимости от степени). Звезда ордена была восьмиугольной: в центре изображался щит с двуглавым орлом герба Союзной Республики Югославии, снаружи него находились венок и скрещенные мечи. В целом внешний вид ордена отличался от ордена Военных заслуг только гербом (на ордене Военных заслуг был щит с красной звездой и шестью факелами).
Награду вручал президент Югославии, а позднее президент Государственного союза Сербии и Черногории. Значительная часть кавалеров ордена получили эту награду в июне 1999 года после войны НАТО против Югославии и Косовской войны. Многие из кавалеров были награждены посмертно.

## Кавалеры ордена
- Васоевич, Иван (11 февраля 1975 — 11 апреля 1999), сержант 53-го пограничного батальона. Награждён посмертно (погиб в сражении за Кошаре).
- Леовац, Предраг (20 декабря 1975 — 14 апреля 1999), младший лейтенант 53-го пограничного батальона. Награждён посмертно (погиб в сражении за Кошаре).
- Манчич, Деян (21 июня 1975 — 4 апреля 1999), рядовой 230-го самоходного ракетного полка ПВО. Награждён посмертно (погиб в результате бомбардировки позиций).
- Миркович, Стоядин (14 января 1972 — 29 сентября 1991), рядовой Югославской народной армии. Награждён посмертно (погиб в своём БТР, подбитом из гранатомёта).
- Петкович, Ивица (26 мая 1968 — 16 апреля 1999) — лейтенант вооружённых сил Югославии. Награждён посмертно (погиб в сражении за Кошаре).
- Станкович, Сладжана (1965 — 5 июня 1999), рядовая вооружённых сил Югославии. Награждена посмертно (скончалась от осколочного ранения в результате миномётного обстрела).
- Тепавац, Небойша (27 марта 1961 — 5 апреля 1999), майор вооружённых сил Югославии, командир 8-го ракетного дивизиона 250-й бригады ПВО. Награждён посмертно (погиб при авиаударе).
- Церна, Тибор (8 ноября 1979 — 27 апреля 1999), командир стрелкового отделения 125-й моторизованной бригады. Награждён посмертно (погиб в сражении за Кошаре от пули снайпера).